# Parroquia La Pica
La Parroquia La Pica en el Estado Monagas (Venezuela) es una de las diez parroquias que conforman el municipio Maturín. Con paisajes mayormente rurales, es una de las pocas parroquias de este municipio que posee una alta diversidad de flora y fauna. Surge hacia 1860 como una “pica” (camino) entre Maturín y el puerto (ya desaparecido) de Caño Colorado, también conocido como puerto Francés. Allí se encuentra el Centro Penitenciario de Oriente, más conocido como Cárcel de la Pica.

## Historia
La producción agrícola en la zona no se da de manera extendida, sino que predominan los microproductores en la forma tradicional del conuco. Pese a ser la parroquia más grande del Municipio Maturín es una de las que tiene menor población. En ella se encuentra la reserva forestal Guarapiche. 
A principios de 2023, los pobladores denunciaron un derrame petrolero en el sector de La Línea y el sector Mereyal, que afectan los ríos Marchan y Laguna Grande, también se visualizó en los sectores La Costa y San Agustín parte del petróleo, afectando la fauna de estos ríos, donde aparecieron muertos peces como el busco, cupaneca, el rayado, coporo, guabina entre otros.

## Centros poblados
- Vuelta Larga[2]
- Locación
- El Progreso
- La Esperanza
- La Hormiga

## Cultura
Cuenta con la Escuela de Arte y Tradición “Aprender Haciendo”,donde se instruye para la danza, pintura y la música.

## Laguna Grande
Laguna Grande es un gran cuerpo de agua que se localiza dentro de la parroquia. Con presencia de vegetación como Eichhornia crassipes y Pistia stratiotes en su superficie. Puede llegar a tener una profundidad de 4.4 metros en ciertos meses del año.